# Georg Paula
Georg Paula (* 23. Mai 1955 in Pöttmes; † 26. März 2014) war ein deutscher Kunsthistoriker und Denkmalpfleger.

## Leben
Georg Paula studierte zwischen 1976 und 1983 an der Universität München Kunstgeschichte, Klassische Archäologie, Volkskunde und Mittelalterliche Geschichte. Mit einer Dissertation über Johann Georg Dieffenbrunner (1718–1785) wurde er promoviert. Ab 1984 arbeitete er als Hauptautor am 1989 erschienenen Dehio-Band für Bayerisch-Schwaben zusammen mit Bruno Bushart, der das Kapitel über die Stadt Augsburg übernahm. Parallel dazu war er Volontär am Bayerischen Landesamt für Denkmalpflege und dort ab 1988 als wissenschaftlicher Mitarbeiter angestellt.
Georg Paula starb 2014 und wurde auf dem Nordfriedhof München bestattet.

## Publikationen (Auswahl)
- Johann Georg Dieffenbrunner. tuduv-Verlagsgesellschaft, München 1983, ISBN 3-88073-144-6 (zugleich Dissertation an der Universität München 1983).
- Fuggerkapelle bei St. Anna, Augsburg in Historisches Lexikon Bayerns